# Fantasía para un gentilhombre
Fantasía para un gentilhombre è un concerto per chitarra e orchestra del compositore spagnolo Joaquín Rodrigo.
Il concerto, articolato in quattro movimenti, ha la sua fonte principale in alcune musiche del compositore Gaspar Sanz, importante esponente della musica spagnola e della chitarra barocca, e provenienti in particolare dalla sua opera in tre volumi intitolata Instrucción de música sobre la guitarra española.
L'opera di Rodrigo nasce da una richiesta del celeberrimo chitarrista spagnolo Andrés Segovia, a cui lo legava una lunga collaborazione e amicizia. Segovia, che risulta facilmente essere il Gentilhombre del titolo, fu l'interprete della prima esecuzione mondiale, tenutasi il 5 marzo 1958 a San Francisco, con la direzione dal maestro Enrique Jordá.

## Movimenti
1. Villano y ricercar
2. Españoleta y Fanfare de la Caballería de Nápoles
3. Danza de las hachas
4. Canario

Il primo movimento si apre col tema, proposto dall'orchestra e subito "risposto" dalla chitarra, del Villano contenuto nel primo libro delle Instrucción di Sanz. Mentre chitarra e orchestra sviluppano nel loro dialogo la melodia del Villano, fanno la prima comparsa gli accenni ai temi che prenderanno poi corpo nei movimenti successivi. La seconda parte del movimento è, letteralmente, in forma di "ricercare": si tratta di una forma musicale tipicamente barocca e con carattere contrappuntistico.
Il secondo tema vira verso una maggiore liricità, tipicamente spagnola e in tonalità minore; ad essere citata è la Españoleta contenuta nel secondo libro del trattato di Sanz. Nel centro del movimento ha luogo il contrasto con l'andamento marziale, sottolineato dall'imitazione del rullo di tamburi e dai fiati spettrali, della Fanfara de la caballeria de Nápoles. Successivamente si ritorna alla Españoleta iniziale.
Il terzo movimento prende spunto dalla Danza de las hachas contenuta nel primo volume dell'opera di Sanz. L'orchestrazione, con un alternarsi di archi e fiati, è energica e potentemente ritmata. È, questo, uno dei momenti di maggior carattere richiesto alla chitarra solista, chiamata a rispondere con maestosità all'orchestra. Questo dialogo funge da preludio alla parte più brillante del concerto, che si apre col successivo e ultimo movimento.
Il quarto movimento si ispira al tema della gagliarda di Sanz intitolata Canarios, il brano certamente più famoso del compositore, a sua volta ispirato alle musiche popolari provenienti dalle Isole Canarie.

## Fonti
- Sito ufficiale Archiviato il 10 aprile 2016 in Internet Archive. di Joaquin Rodrigo.
- Victoria Kamhi de Rodrigo: "De la mano de Joaquín Rodrigo: Historia de nuestra vida", Fundacion Banco Exterior, 1986.
- José Antonio Donis, tesi in musicologia sulla musica di Rodrigo (capitolo 5)